# قره تپه حسن‌آباد
قره تپه حسن‌آباد در شهرستان گرمسار، روستای حسین‌آباد واقع شده و این اثر در تاریخ ۵ آذر ۱۳۸۰ با شمارهٔ ثبت ۴۲۵۰ به‌عنوان یکی از آثار ملی ایران به ثبت رسیده است.